# Praon silvestre
Praon silvestre är en stekelart som beskrevs av Jaroslav Stary 1971. Praon silvestre ingår i släktet Praon och familjen bracksteklar. Inga underarter finns listade i Catalogue of Life.